# 堀江ゆかり
堀江 ゆかり（ほりえ ゆかり　1964年12月9日 - ）は日本のフリーアナウンサー、ラジオパーソナリティ、元茨城放送アナウンサー。

## 来歴・人物
東京都中野区出身。東京学芸大学（音楽専修）卒業後、1988年4月に茨城放送へ入社した。茨城放送では、野村邦夫がパーソナリティを務めていた『ザ・モーニング野村邦夫です』などに出演した。茨城放送を3年で退社し、フリーアナウンサーに転身した。NACK5の「EXCITING SATURDAY」などラジオ番組のナビゲーターをメインにテレビ番組のナレーションなども数多く担当している。
子供の頃からピアノをやっていて、その後もずっと趣味、特技にしている。東京学芸大学に進学した理由も、音楽教師になりたかったということだったが、大学卒業時に音楽教諭を募集している枠が無かったという事情もあり、アルバイトでアナウンスの仕事をしているうちにアナウンサーという職業に惹かれたのがこの仕事を決めるきっかけになったという。
小学生の時からプロ野球はヤクルトスワローズのファンとのことである。

## 出演番組

### ラジオ
- 日曜競馬ニッポン（ニッポン放送）毎週日曜14:30 - 16:00
- EXCITING SATURDAY (NACK5) 毎週土曜7:00 - 11:50
- Catch the Sports! (NACK5) 毎週日曜20:00 - 20:30

### テレビ
- ナレーション
  - 報道特集（TBS）
  - ニュース23（TBS）
  - イブニング・ファイブ（TBS）
  - 飛び出せ!定年（NHK総合）
  - Vの女神（フジテレビ）
  - 日曜ビッグスペシャル（テレビ東京）
  - 未来へのおくりもの（BS-TBS）
  - いんふぉる!（BS-i）
  - 熊野古道〜お伊勢さんからもうひとつの聖地へ〜（三重テレビ） - オープニングのみ

### 劇場版アニメ
- 銀色の髪のアギト（アナウンス）